# Javor stříbrný v Jindřichovickém zámeckém parku
Javor stříbrný v Jindřichovickém zámeckém parku je památný strom v parku u zámku v Jindřichovicích u Malonic. Javor stříbrný (Acer saccharinum L.) je živé torzo stromu porostlé břečťanem, roste v nadmořské výšce 563 m, výška stromu je 12 m, výška koruny 9 m, šířka koruny 13 m, obvod kmene je 477 cm (měřeno 2012). Strom je chráněn od 20. ledna 2006 jako součást kulturní památky, významné torzo stromu, významný stářím, dendrologicky cenný taxon.

## Památné stromy v okolí
- Buk v Jindřichovickém zámeckém parku
- Dub u Malonic
- Jindřichovická lípa v zámeckém parku
- Lípa na návsi v Malonicích
- Lípa velkolistá v Jindřichovickém zámeckém parku
- Malonická lípa
- Skupina javorů klenů v Jindřichovickém zámeckém parku

## Galerie

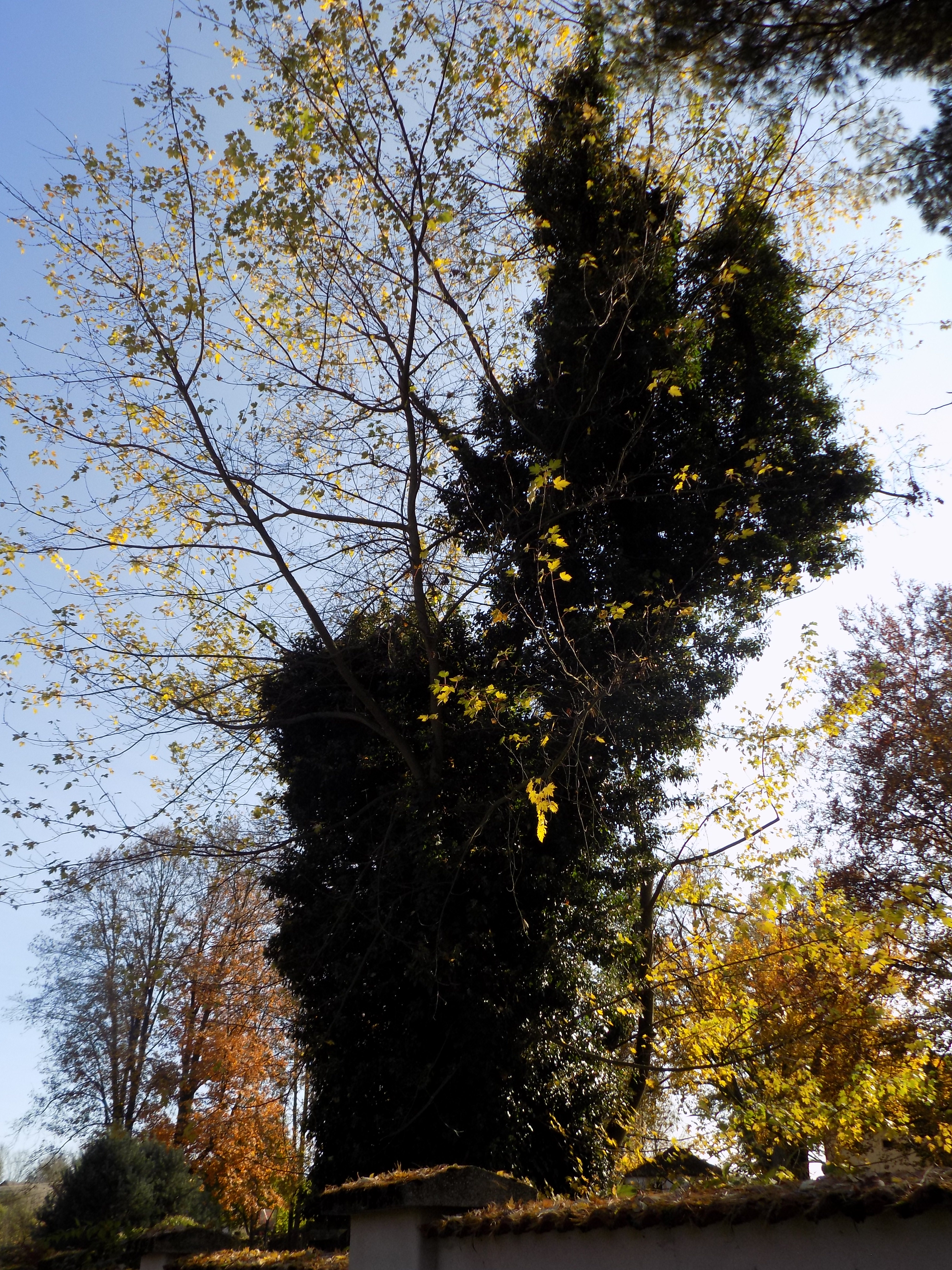
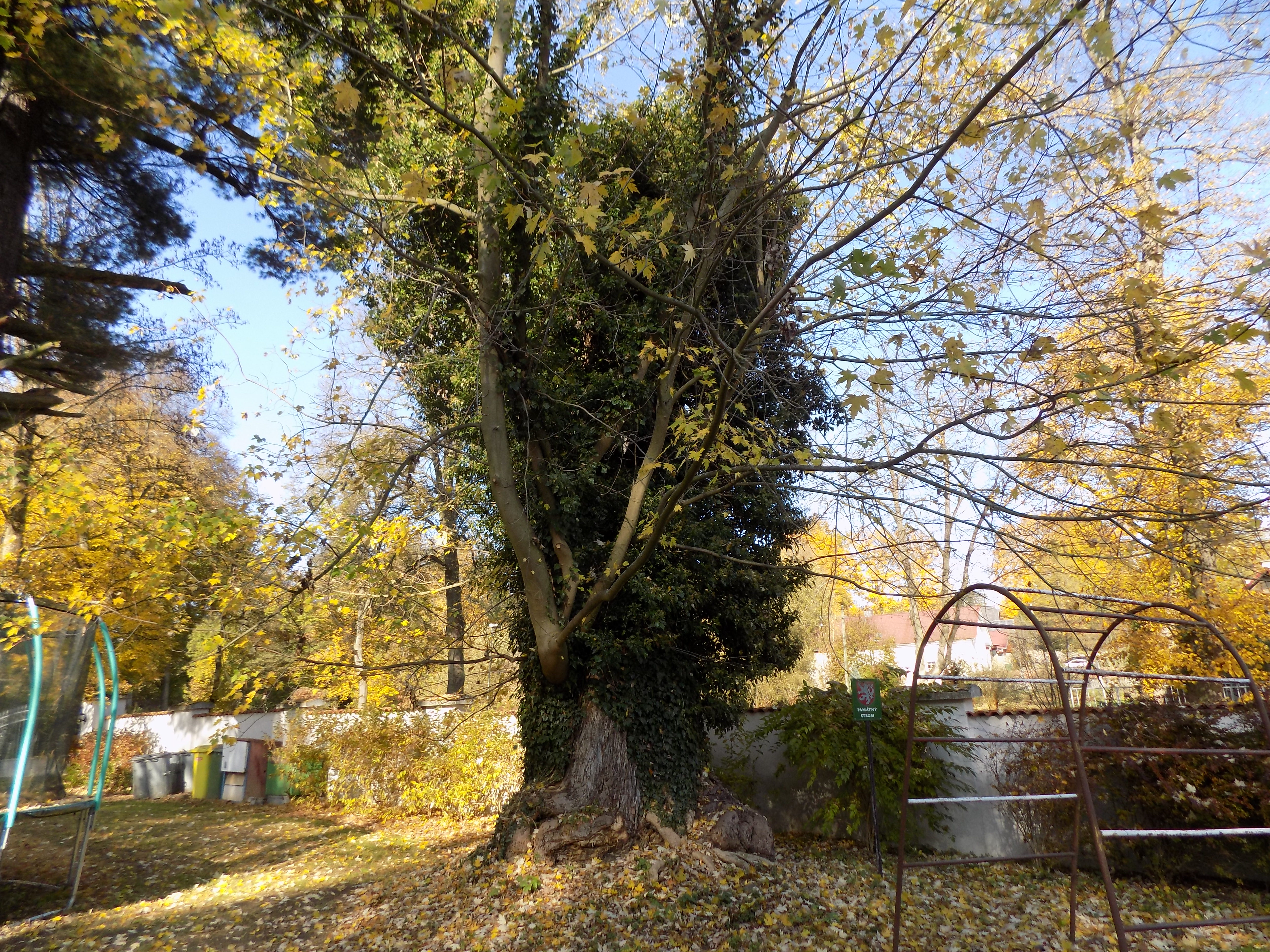
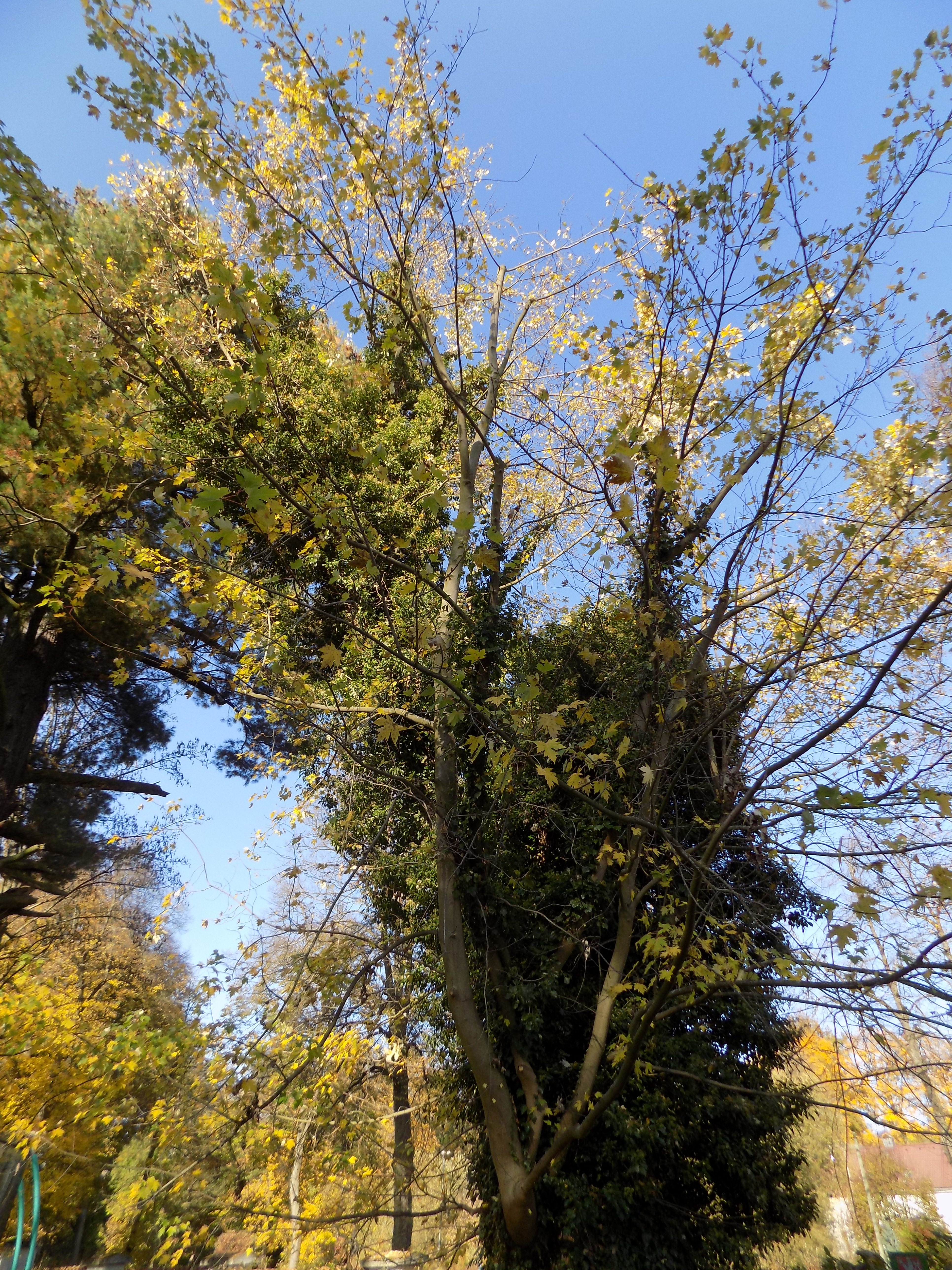